# Хорхеліна Краверо
Хорхеліна Краверо (ісп. Jorgelina Cravero; нар. 23 січня 1982) — колишня аргентинська тенісистка.
Найвищу одиночну позицію світового рейтингу — 106 місце досягла 10 вересня 2007, парну — 114 місце — 17 листопада 2008 року.
Здобула 15 одиночних та 34 парні титули.
Завершила кар'єру 2011 року.

## Фінали ITF

### Одиночний розряд: 23 (15–8)
| Легенда          |
| ---------------- |
| турніри $100,000 |
| турніри $75,000  |
| турніри $50,000  |
| турніри $25,000  |
| турніри $10,000  |

| Фінали за покриттям |
| ------------------- |
| Тверде (7–1)        |
| Ґрунт (8–7)         |
| Трава (0–0)         |
| Килим (0–0)         |

| Результат | Ранг | Дата              | Турнір                               | Покриття | Суперниця            | Рахунок             |
| --------- | ---- | ----------------- | ------------------------------------ | -------- | -------------------- | ------------------- |
| Перемога  | 1.   | 1 травня 2000     | ITF Ітажаї, Бразилія                 | Тверде   | Наталія Гарбельйотто | 6–3, 6–3            |
| Поразка   | 1.   | 18 вересня 2000   | ITF Сантьяго, Чилі                   | Ґрунт    | Ларісса Шерер        | 4–6, 3–6            |
| Перемога  | 2.   | 23 липня 2001     | ITF Пуерто-Ордас, Венесуела          | Тверде   | Стефані Шаер         | 6–2, 2–6, 6–1       |
| Перемога  | 3.   | 13 серпня 2001    | ITF Ла-Пас, Болівія                  | Ґрунт    | Карла Тіене          | 6–3, 6–3            |
| Поразка   | 2.   | 23 серпня 2003    | ITF Сантьяго, Чилі                   | Ґрунт    | Ваніна Гарсія Сокол  | 6–4, 3–6, 3–6       |
| Перемога  | 4.   | 31 серпня 2003    | ITF Асунсьйон, Парагвай              | Ґрунт    | Карла Тіене          | 6–1, 6–3            |
| Поразка   | 3.   | 18 жовтня 2004    | ITF Агуаскальєнтес, Мексика          | Ґрунт    | Кільдін Шевальє      | 3–6, 4–6            |
| Перемога  | 5.   | 25 жовтня 2004    | ITF Лос-Мочіс, Мексика               | Ґрунт    | Мікаела Моран        | 6–2, 6–1            |
| Поразка   | 4.   | 10 травня 2005    | ITF Лос-Мочіс, Мексика               | Ґрунт    | Флавія Міґнола       | 1–6, 7–6(5), 4–6    |
| Поразка   | 5.   | 3 жовтня 2005     | ITF Кордова, Аргентина               | Ґрунт    | Естафанія Грасіун    | 4–6, 3–6            |
| Перемога  | 6.   | 10 жовтня 2005    | ITF Сан-Мігель-де-Тукуман, Аргентина | Ґрунт    | Естафанія Грасіун    | 6–1, 4–6, 6–4       |
| Перемога  | 7.   | 17 жовтня 2005    | ITF Асунсьйон, Парагвай              | Ґрунт    | Естафанія Грасіун    | 6–4, 7–6(7)         |
| Поразка   | 6.   | 28 листопада 2005 | ITF Сан-Луїс-Потосі, Мексика         | Тверде   | Фредеріка Пієдаде    | 3–6, 1–6            |
| Перемога  | 8.   | 3 квітня 2006     | ITF Коацакоалькос, Мексика           | Тверде   | Естафанія Грасіун    | 7–5, 6–1            |
| Перемога  | 9.   | 16 травня 2006    | ITF Палм Біч, США                    | Ґрунт    | Россана де лос Ріос  | 6–2, 6–4            |
| Перемога  | 10.  | 15 жовтня 2006    | ITF Сальтільйо, Мексика              | Тверде   | Фредеріка Пієдаде    | 6–2, 6–2            |
| Перемога  | 11.  | 22 жовтня 2006    | ITF Вікторія, Мексика                | Тверде   | Стелла Менна         | 6–2, 6–1            |
| Перемога  | 12.  | 30 жовтня 2006    | ITF Санта-Крус, Болівія              | Ґрунт    | Гана Шромова         | 6–1, 6–7(5), 7–6(5) |
| Перемога  | 13.  | 10 червня 2007    | ITF Марсель, Франція                 | Ґрунт    | Стефані Коен-Алоро   | 6–2, 6–4            |
| Перемога  | 14.  | 3 серпня 2008     | ITF Кампус-ду-Жордау, Бразилія       | Тверде   | Флоренсія Молінеро   | 6–3, 6–2            |
| Поразка   | 7.   | 5 жовтня 2008     | ITF Хуарес, Мексика                  | Ґрунт    | Бетіна Хосамі        | 2–2 ret.            |
| Поразка   | 8.   | 30 березня 2009   | ITF Пелам, США                       | Ґрунт    | Россана де лос Ріос  | 4–6, 1–6            |
| Перемога  | 15.  | 11 червня 2011    | ITF Росаріо, Аргентина               | Тверде   | Ванеса Фурланетто    | 4–6, 6–3, 6–4       |

### Парний розряд: 54 (34–20)
| Результат | Ранг | Дата              | Турнір                         | Покриття   | Партнерка                | Суперниці                                    | Рахунок          |
| --------- | ---- | ----------------- | ------------------------------ | ---------- | ------------------------ | -------------------------------------------- | ---------------- |
| Перемога  | 1.   | 28 вересня 1998   | ITF Кордова, Аргентина         | Ґрунт      | Еухенія Чіальво          | Камілла Кремер Ніна Ніттінгер                | 6–4, 2–6, 6–3    |
| Поразка   | 2.   | 30 серпня 1999    | ITF Буенос-Айрес, Аргентина    | Ґрунт      | Еухенія Чіальво          | Херальдін Айсенберг Россана де лос Ріос      | 5–7, 1–6         |
| Поразка   | 3.   | 27 вересня 1999   | ITF Монтефідео, Уругвай        | Ґрунт      | Марія Емілія Салерні     | Мелоді Фалько Джоелл Шад                     | 3–6, 4–6         |
| Поразка   | 4.   | 4 жовтня 1999     | ITF Сантьяго, Чилі             | Ґрунт      | Марія Емілія Салерні     | Наталія Гуссоні Аліенор Трісеррі             | 5–7, 4–6         |
| Перемога  | 5.   | 1 травня 2000     | ITF Ітажаї, Бразилія           | Тверде     | Клаудія Сальгес          | Наталія Беллізія Летісія Собрал              | 6–3, 6–2         |
| Поразка   | 6.   | 3 липня 2000      | ITF Мон-де-Марсан, Франція     | Ґрунт      | Еухенія Чіальво          | Ева Бес Алісія Ортуньйо                      | 2–6, 2–6         |
| Перемога  | 7.   | 24 липня 2000     | ITF Камайоре, Італія           | Ґрунт      | Еухенія Чіальво          | Альберта Бріанті Джулія Меруцці              | 6–2, 6–1         |
| Перемога  | 8.   | 18 вересня 2000   | ITF Асунсьйон, Парагвай        | Ґрунт      | Хісела Дулко             | Ларісса Шерер Сара Тамі Масі                 | 4–6, 6–3, 6–3    |
| Перемога  | 9.   | 25 вересня 2000   | ITF Монтефідео, Уругвай        | Ґрунт      | Хісела Дулко             | Херальдін Айсенберг Паула Раседо             | 6–1, 6–4         |
| Поразка   | 10.  | 23 липня 2001     | ITF Пуерто-Ордас, Венесуела    | Тверде     | Вірхінія Томатіс         | Стефані Шаер Фабіана Таверна                 | 6–3, 3–6, 4–6    |
| Перемога  | 11.  | 19 серпня 2001    | ITF Парана, Аргентина          | Ґрунт      | Еріка Краут              | Меліса Аревало Наталія Гуссоні               | 6–2, 6–3         |
| Поразка   | 12.  | 23 вересня 2001   | ITF Сан-Паулу, Бразилія        | Тверде     | Меліса Аревало           | Ванесса Менга Карла Тіене                    | 3–6, 1–6         |
| Перемога  | 13.  | 1 жовтня 2001     | ITF Мехіко                     | Ґрунт      | Саломе Льягуно           | Моніка Поведа Алехандра Ріверо               | 6–3, 6–4         |
| Перемога  | 14.  | 4 листопада 2001  | ITF Сан-Сальвадор, Сальвадор   | Ґрунт (i)  | Карла Тіене              | Марія Еухенія Бріто Еріка Кларке             | 6–1, 6–3         |
| Перемога  | 15.  | 11 лютого 2002    | ITF Матаморос, Мексика         | Тверде     | Карла Тіене              | Меліса Аревало Ванесса Менга                 | 6–2, 2–6, 7–5    |
| Перемога  | 16.  | 18 лютого 2002    | ITF Вікторія, Мексика          | Тверде     | Карла Тіене              | Меліса Аревало Ванесса Менга                 | 6–2, 7–5         |
| Перемога  | 17.  | 2 квітня 2002     | ITF Коацакоалькос, Мексика     | Тверде     | Мелісса Торрес Сандоваль | Катерина Кожокіна Анастасія Родіонова        | 6–4, 6–3         |
| Поразка   | 18.  | 11 листопада 2002 | ITF Пуебла, Мексика            | Тверде     | Мелісса Торрес Сандоваль | Ольга Виметалкова Габріела Хмелінова         | 1–6, 6–4, 6–7(4) |
| Перемога  | 19.  | 14 квітня 2003    | ITF Сан-Луїс-Потосі, Мексика   | Ґрунт      | Ваніна Гарсія Сокол      | Кільдін Шевальє Лана Попадич                 | 6–1, 6–3         |
| Перемога  | 20.  | 23 серпня 2003    | ITF Парана, Аргентина          | Ґрунт      | Ваніна Гарсія Сокол      | Еріка Краут Карла Тіене                      | 6–1, 6–3         |
| Перемога  | 21.  | 31 серпня 2003    | ITF Асунсьйон, Парагвай        | Ґрунт      | Карла Тіене              | Жоана Кортез Маріна Таваріс                  | 6–3, 6–4         |
| Поразка   | 22.  | 25 квітня 2004    | ITF Поса-Ріка, Мексика         | Тверде     | Іпек Шенолу              | Лурдес Домінгес Ліно Фредеріка Пієдаде       | 5–7, 0–6         |
| Поразка   | 23.  | 18 жовтня 2004    | ITF Агуаскальєнтес, Мексика    | Ґрунт      | Флавія Міґнола           | Марсела Арройо Мелісса Торрес Сандоваль      | 3–6, 2–6         |
| Перемога  | 24.  | 25 жовтня 2004    | ITF Лос-Мочіс, Мексика         | Ґрунт      | Флавія Міґнола           | Валентіна Кастро Ана Лусія Мільяріні де Леон | 6–2, 3–6, 7–5    |
| Перемога  | 25.  | 1 листопада 2004  | ITF Сальта, Аргентина          | Ґрунт      | Соледад Есперон          | Белен Корбалан Лусіана Сарменті              | 6–2, 6–1         |
| Перемога  | 26.  | 15 березня 2005   | ITF Морелія, Мексика           | Тверде     | Вероніка Сп'єхель        | Даніела Клеменшиц Сандра Клеменшиц           | 6–4, 6–2         |
| Поразка   | 27.  | 5 квітня 2005     | ITF Коацакоалькос, Мексика     | Тверде     | Кільдін Шевальє          | Марія Коритцева Ріта Куті-Кіш                | 2–6, 3–6         |
| Перемога  | 28.  | 11 квітня 2005    | ITF Тампіко, Мексика           | Тверде     | Кільдін Шевальє          | Андреа Бенітес Флавія Міґнола                | 7–6(6), 2–6, 7–5 |
| Перемога  | 29.  | 10 травня 2005    | ITF Лос-Мочіс, Мексика         | Ґрунт      | Флавія Міґнола           | Лорена Аріас Еріка Кларке                    | 6–3, 6–0         |
| Перемога  | 30.  | 17 травня 2005    | ITF Масатлан, Мексика          | Тверде     | Флавія Міґнола           | Лорен Барніков Келлі Шмандт                  | 6–4, 6–3         |
| Поразка   | 31.  | 21 жовтня 2006    | ITF Вікторія, Мексика          | Тверде     | Фредеріка Пієдаде        | Карла Тіене Женіфер Віджажа                  | 7–5, 4–6, 4–6    |
| Перемога  | 32.  | 30 жовтня 2006    | ITF Санта-Крус, Болівія        | Ґрунт      | Жоана Кортез             | Соледад Есперон Карла Тіене                  | 6–2, 4–6, 6–4    |
| Перемога  | 33.  | 13 березня 2007   | ITF округ Орандж, США          | Ґрунт      | Сє Шувей                 | Чжань Цзіньвей Тетяна Лужанська              | 6–3, 6–1         |
| Поразка   | 34.  | 20 березня 2007   | ITF Реддінг, США               | Тверде     | Сє Шувей                 | Чжань Цзіньвей Джулія Дітті                  | 3–6, 2–6         |
| Перемога  | 35.  | 20 травня 2007    | ITF Сен-Годан, Франція         | Ґрунт      | Дар'я Кустова            | Акгуль Аманмурадова Ірина Бремон             | 6–1, 6–3         |
| Перемога  | 36.  | 10 червня 2007    | ITF Мадрид, Іспанія            | Ґрунт      | Бетіна Хосамі            | Ніна Братчикова Неуза Сілва                  | 6–4, 6–4         |
| Перемога  | 37.  | 5 серпня 2007     | ITF Вашингтон, США             | Тверде     | Бетіна Хосамі            | Джулія Дітті Наталі Грандін                  | 1–6, 6–1, 6–2    |
| Поразка   | 38.  | 8 жовтня 2007     | ITF Сан-Франциско, США         | Тверде     | Бетіна Хосамі            | Анджела Гейнс Ракел Атаво                    | 6–3, 4–6, [7–10] |
| Перемога  | 39.  | 5 квітня 2008     | ITF Чивітавекк'я, Італія       | Ґрунт      | Бетіна Хосамі            | Стефанія К'єппа Дар'я Кустова                | 4–6, 6–3, [10–6] |
| Поразка   | 40.  | 7 квітня 2008     | ITF Біарриц, Франція           | Ґрунт      | Бетіна Хосамі            | Мартіна Мюллер Крістіна Вілер                | 6–7, 6–3, [8–10] |
| Поразка   | 41.  | 28 липня 2008     | ITF Кампус-ду-Жордау, Бразилія | Ґрунт      | Марія Ірігоєн            | Майлен Ору Роксане Вайзенберг                | 3–6, 4–6         |
| Поразка   | 42.  | 15 вересня 2008   | ITF Альбукерке, США            | Ґрунт      | Бетіна Хосамі            | Джулія Дітті Карлі Галліксон                 | 3–6, 4–6         |
| Перемога  | 43.  | 29 вересня 2008   | ITF Хуарес, Мексика            | Ґрунт      | Бетіна Хосамі            | Соледад Есперон Флоренсія Молінеро           | 6–0, 7–6(8)      |
| Перемога  | 44.  | 13 жовтня 2008    | ITF Мехіко                     | Тверде     | Вероніка Сп'єхель        | Сара дель Барріо Арагон Фредеріка Пієдаде    | 6–4, 7–5         |
| Перемога  | 45.  | 16 лютого 2009    | ITF Серпрайз, США              | Тверде     | Катерина Лопес           | Аша Ролле Яніна Вікмаєр                      | 6–1, 6–1         |
| Перемога  | 46.  | 16 березня 2009   | ITF Ірапуато, Мексика          | Тверде     | Вероніка Сп'єхель        | Соледад Есперон Шанелль Схеперс              | 6–1, 6–0         |
| Поразка   | 47.  | 25 травня 2009    | ITF Градо, Італія              | Ґрунт      | Анна Татішвілі           | Аніко Капрош Сандра Клеменшиц                | 3–6, 0–6         |
| Перемога  | 48.  | 13 червня 2009    | ITF Кампобассо, Італія         | Ґрунт      | Фредеріка Пієдаде        | Анна Флоріс Валентіна Сульпіціо              | 6–3, 6–4         |
| Поразка   | 49.  | 22 червня 2009    | ITF Періге, Франція            | Ґрунт      | Марія Ірігоєн            | Юлія Бейгельзимер Ксенія Ликіна              | 6–2, 2–6, [5–10] |
| Перемога  | 50.  | 5 липня 2009      | ITF Мон-де-Марсан, Франція     | Ґрунт      | Марія Ірігоєн            | Марія Кондратьєва Софі Лефевр                | 2–6, 6–4, [10–7] |
| Поразка   | 51.  | 5 жовтня 2009     | ITF Трой, США                  | Тверде     | Едіна Галловіц-Халл      | Петра Рампре Ніколь Роттманн                 | 3–6, 6–3, [8–10] |
| Поразка   | 52.  | 16 січня 2010     | ITF Плантейшен, США            | Ґрунт      | Марія Ірігоєн            | Орелі Веді Машона Вашінгтон                  | 0–6, 2–6         |
| Перемога  | 53.  | 25 вересня 2010   | Challenger de Saguenay, Канада | Тверде (i) | Стефані Форец            | Гейді Ель Табах Ребекка Маріно               | 6–3, 6–4         |
| Перемога  | 54.  | 10 червня 2011    | ITF Росаріо, Аргентина         | Ґрунт      | Бетіна Хосамі            | Флоренсія ді Біасі Ванеса Фурланетто         | 6–2, 7–6(7)      |